# 匈奴大帝
《匈奴大帝》2001年1月30日在美国上映的历史片。

## 剧情
400年，西罗马帝国已经达到强盛的巅峰，并且开始日益衰退。此刻，东方游牧民族匈人的大单于阿提拉带领着强大的骑兵入侵亚欧大陆。
433年，27岁的阿提拉和兄弟布来达从叔父罗阿斯手中接过匈人帝国的皇位。
436年，阿提拉与布来达决斗，并杀死了他，成为了大单于。开始对匈人帝国实行独裁统治，并且逐步统合了匈人部落联盟。阿提拉东征西讨，打败阿拉伯人、波斯人、罗马人、日耳曼人、高卢人，天下无敌。
罗马帝国的皇帝此时正沉迷酒肉食色，无暇顾及治国理政，罗马帝国皇太后不得不释放原军队统帅埃迪厄斯，把军权交付于他，请求他击败来势汹汹的阿提拉骑兵。
埃迪厄斯天性狡猾多智，善于用计，他合纵连横，联合阿提拉的敌人对阿提拉进行骚扰，另一方面自己举兵零打碎敲阿提拉的骑兵，最后使用间谍混入阿提拉的大本营，阿提拉在结婚日被妻子伊尔迪科毒死，匈人帝国顷刻瓦解。狡兔死走狗烹，飞鸟尽良弓藏，埃迪厄斯的敌人死了，他也没有存在的价值，罗马皇帝一举扑灭了他和他的势力。

## 演员
| 演员          | 角色           | 备注                   |
| 杰拉德·巴特勒 | 阿提拉         | 匈人帝国大单于。       |
| 鲍尔斯·布思   | 埃提乌斯       | 西罗马帝国的军事统帅。 |
| 西蒙娜·麦金农 | 伊尔迪科       |                        |
| 艾丽丝·克里奇 | 普拉西提阿     |                        |
| 安德鲁·普利文 | 俄瑞斯忒斯     |                        |
| 汤米·弗拉纳根 | 布来达         |                        |
| 乔纳森·海德   | 菲力克斯       |                        |
| 蒂姆·克里     | 狄奧多西二世   |                        |
| 利亚姆·坎宁安 | 提奥多里克一世 |                        |

## 花絮
该片根据魏尔纳的戏剧《匈奴王阿提拉》改编而成。

## 脚注
1. 1 2 3  本片讲述的实为欧洲历史上的“匈人”（Hun），而不是中国历史上的“匈奴”（Xiongnu）。其二者之间是否存在关系，至今仍是学术界的争议话题。但目前华语界多将此片中的“匈人”（Hun）译作“匈奴”。
2. ↑  此片在英国也被称作。